# Runsala (naturreservat)
Runsala är ett naturreservat i Askersunds kommun i Örebro län.
Området är naturskyddat sedan 2009 och är 68 hektar stort. Reservatet består av gamla ängs- och hagmarker, lövskog med ek och en ravin benämnd Runsala.